# Гифхорн (район)
Гифхорн (нем. Gifhorn) — район в Германии. Центр района — город Гифхорн. Район входит в землю Нижняя Саксония. Занимает площадь 1608 км². Население — 173,1 тыс. чел. (2010). Плотность населения — 108 человек/км².
Официальный код района — 03 1 51.
Район подразделяется на 41 общину.

## Города и общины

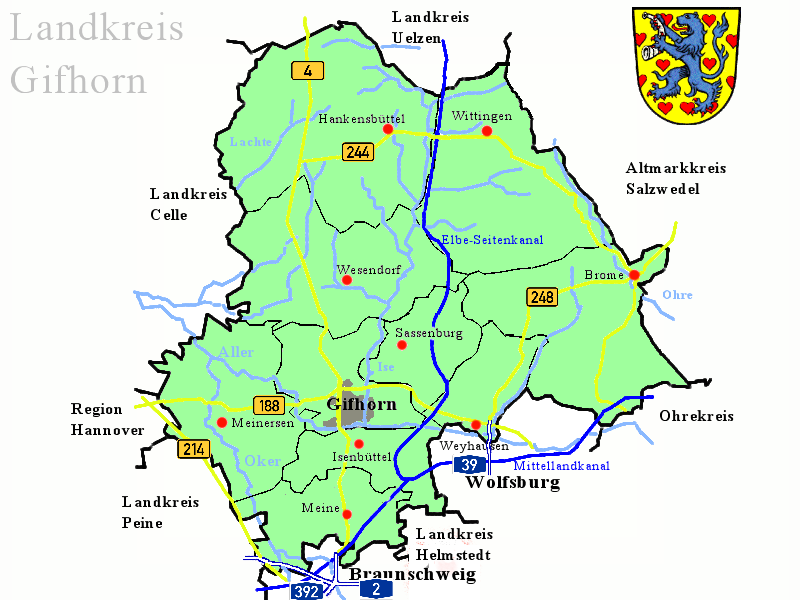
Гифхорн (район)

1. Гифхорн (41 620)
2. Виттинген (11 804)
3. Зассенбург (11 000)

### Управление Больдеккер-Ланд
1. Вайхаузен (2639)
2. Йембке (1977)
3. Ослос (1896)
4. Таппенбек (1361)
5. Барведель (1070)
6. Бокенсдорф (930)

### Управление Броме
1. Рюэн (4864)
2. Броме (3279)
3. Парзау (1885)
4. Эра-Лессин (1653)
5. Тюлау (1537)
6. Тиддише (1281)
7. Бергфельд (933)

### Управление Ханкенсбюттель
1. Ханкенсбюттель (4350)
2. Дедельсторф (1536)
3. Штайнхорст (1361)
4. Шпракензель (1277)
5. Обернхольц (903)

### Управление Изенбюттель
1. Изенбюттель (6136)
2. Кальберла (5121)
3. Риббесбюттель (2131)
4. Васбюттель (1902)

### Управление Майнерзен
1. Майнерзен (8271)
2. Мюден (5600)
3. Лайферде (4337)
4. Хиллерзе (2544)

### Управление Папентайх
1. Майне (8204)
2. Швюльпер (6752)
3. Фордорф (3227)
4. Рётгесбюттель (2295)
5. Аденбюттель (1751)
6. Диддерзе (1348)

### Управление Везендорф
1. Везендорф (4953)
2. Варенхольц (3752)
3. Грос-Эзинген (1902)
4. Уммерн (1573)
5. Вагенхоф (1153)
6. Шёневёрде (947)

(30 июня 2010)